# William James
William James, ameriški funkcionalistični psiholog in filozof, * 11. januar 1842, New York, ZDA, † 26. avgust 1910, Chocorua, New Hampshire, ZDA. 
Od 1876 do 1907 je bil profesor na Univerzi Harvard, predaval je psihologijo, filozofijo, anatomijo in fiziologijo. Njegovo najbolj monumentalno delo je knjiga Principles of Psychology, 1200 strani dolgo besedilo, ki je bilo izdano leta 1890. Bil je dvakratni predsednik Ameriškega psihološkega združenja, in sicer v letih 1894 in 1904.

## Življenjepis
James se je rodil 11. januarja leta 1842 v New Yorku kot najstarejši sin teologa Henryja Jamesa. Z 18 leti se je James preizkusil v slikarstvu, vendar pa se je tega hitro naveličal in se je še istega leta vpisal na Univerzo Harvard. Ukvarjal se je s kemijo, komparativno anatomijo in psihologijo. Med študijem se je odpravil na ekspedicijo na Amazonko, vendar je potovanje po osmih mesecih opustil, saj je trpel za blažjo obliko črnih koz. Kasneje se je odpravil tudi v Nemčijo, kjer je spoznal, da so njegovi interesi bližje filozofiji in medicini. Obenem je tudi mnogo bral o literaturi, zgodovini in filozofiji. Pisal je tudi literarne kritike.
Diplomiral je leta 1869, vendar se je do takrat že odločil, da ne bo opravljal medicinskega poklica. Navzven prijateljski in vesel James je bil podvržen obdobjem globoke depresije deloma zaradi stalnega šibkega zdravja, deloma pa zaradi tega, ker ni mogel najti ustreznega poklica na področju psihologije. Jamesa so leta 1872 imenovali za inštruktorja psihologije na Harvardu. Kasneje je poučeval tudi filozofijo in postal eden najbolj izjemnih učiteljev svojega časa.
S poroko z Alice Gibbens leta 1878 se je za Jamesa začelo novo obdobje življenja. Poprejšnja živčna slabost je skorajda izginila. Svojega dela se je lotil z veliko vnemo in si zadal, da bo do konca leta 1880 napisal učbenik o psihologiji. Delo pa je raslo in, ko je bilo leta 1890 končno izdano, je Jamesova najpomembnejša knjiga The Principles of Psychology obsegala kar 1200 strani v dveh zvezkih. V delu James zagovarja novo psihologijo, ki se zaveda sorodnosti tako z znanostjo kot s psihologijo. Knjiga je hipoma postala priljubljena med laiki in med psihologi.
Leta 1884 je bila objavljena "James-Lange teorija", ki je pojasnjevala Jamesovo prepričanje, da so vsa čustva le zaznave, ki jih sprožajo telesna dejanja, npr. da se počutimo žalostne, če jočemo, in jezne, če udarimo.
Zaradi njegove naraščajoče slave je bil James zelo zaželen kot predavatelj. Med drugim je predaval tudi na univerzah Columbia (New York) in Stanford (Kalifornija), kjer je leta 1906 preživel uničujoč potres v San Franciscu. Izdal je tudi druga dela, kot so The Varieties of Religious Experience, izdano leta 1902 in Pragmatism, izdano 1907. V slednjem delu je razlagal, da človek spozna resnični pomen ideje šele, ko vidi, kakšne so njene posledice.
Leta 1907 je zadnjič predaval na Harvardu. Umrl je 26. avgusta 1910 na svojem domu v New Hampshiru.

## Jamesov pragmatizem
James definira resnična prepričanja kot tista, ki so verujočemu koristna. Njegovo pragmatično pojmovanje resnice je sinteza korespondenčne in koherenčne teorije resnice. Trditve se da preverjati, dokler se ujemajo z neko fizično stvarjo ter so v koherenci (se držijo skupaj kot delčki sestavljanke). Trditve torej potrjuje praktična uporaba.

"Tudi najbolj trdni deli resnice so bili enkrat gibljivi. Imelo se jih je za resnice zaradi uporabnih razlogov. Povezani so bili s še bolj osnovnimi, starejšimi deli resnice ter takratnimi novimi opazovanji. Čisto objektivna resnica, ustvarjena brez človeškega intuitivnega povezovanja delov resnice, ne obstaja. Razlogi za to, da neko trditev označujemo kot pravilno, so ravno razlogi za pravilnost trditve. Nekaj je pravilno le takrat, ko ima vlogo povezovanja."

James je na svet gledal pragmatično in je menil, da je pomen neke resnice odvisen od njene uporabne vrednosti za verujočega. Jamesov pragmatizem dojema svet kot mozaik raznovrstnih doživetij, ki se jih lahko ovrednoti in razume le skozi radikalni empirizem. Radikalni empirizem, ki ni v sorodu z znanstvenim empirizmom, trdi, da se sveta in doživetja ne da čisto objektivno analizirati. Že samo opazovanje in opazovalec bosta vplivala na opaženo resnico. Opazovalčev um in njegova doživetja so le del narave, torej do narave opazovalec ne more biti nepristranski. James torej zanika dualizem med okoljem in umom ter opiše njuno povezavo kot zvezen tok zavesti. To povezavo sta obravnavali avantgardna in modernistična likovna umetnost ter književnost, na primer dela Jamesa Joycea.
V delu What Pragmatism Means James piše, da je v jedru njegovega nauka spoznanje, da se resnice porajajo iz dejstev ter se nato zmešajo z ostalimi dejstvi. Iz te nove množice dejstev spet ustvarjamo novo resnico in tako naprej. Dejstva niso nujno resnična, ampak le obstajajo. Resnica je funkcija prepričanj, ki so del neke verige dejstev. Sodobni ameriški analitični filozof Rorty pravi, da James ni hotel ustvariti teorije resnice ter njegovih trditev ne smemo obravnavati kot teorijo. Nekateri pragmatiki, na primer Susan Haack in Howard Mounce, se z omenjeno Rortyjevo instrumentalistično razlago ne strinjajo.
V delu The Meaning of Truth James razjasni kritikom pragmatizma, ki njegove besede "resničen" niso vzeli kot nekaj relativnega, da pragmatist z besedo "resnično" vedno misli "resnično za tistega, ki je to doživel". James se ne strinja s kritiki, ki njegovo dojemanje resnice uvrščajo med relativizem, skepticizem ali agnosticizem in menijo, da sprejema le relativne resnice, saj v bistvu podpira epistemološki realizem, ki pravi, da to, kar vemo o nekem objektu, obstaja neodvisno od tega objekta.

### Pragmatizem in uporabna vrednost
Iz Bruce Kuklickovega uvoda v Jamesov Pragmatism:

"James je uporabil pragmatično metodo na epistomološkem problemu resnice. Pomen besede "resnično" je iskal v tem, kako ideja resnice deluje v našem vsakdanjem življenju. Pravi, da je prepričanje pravilno, če je delovalo za vse, ki so ga preizkušali, in nas je najhitreje in najbolj zanesljivo vodilo skozi negostoljuben svet. Želi ugotovi, kolikšna je uporabna vrednost resničnih prepričanj v našem življenju ter v kaj nas ta vodijo. Prepričanje ni več umski tvor, ki se na čudežen način ujema z delcem resničnosti zunanjega okolja, če je pravilno. Prepričanja so vedno bila način delovanja v bolj ali manj nepredvidljivem okolju. Ko rečemo, da so pravilna, to pomeni le, da so v tem okolju učinkovita. Tako pragmatično dojemanje resnice je uporabilo darwinistične ideje v filozofiji s tem, da je preživetje definiralo kot test tako intelektualnega kot biološkega doprinosa."

## Filozofija religije
- Študija religije mora biti študija religioznega doživetja, ne religioznih ustanov.

- Psihologi naj proučujejo močne, tudi patološke sorte religioznih in drugih doživetij, saj nam ta v povečavi prikazujejo normalne duševne procese.

- Če človek želi razlagati stvarnost, skupna doživetja in zgodovino na uporaben način, mora verjeti v stvari, ki ga delajo srečne, čeprav se jih z doživetji ne da dokazati.

James je mistična doživetja raziskoval celo življenje. Eksperimentiral je s klorovim hidratom (1870), amil nitritom (1875), didušikovim oksidom (1882) in pejotlom (1896). Pravi, da je Hegla razumel le pod vplivom didušikovega oksida. Zaključi, da so mistikova odkritja resnična, vendar le zanj; za tiste, ki z njimi niso imeli osebnih izkušenj, so to le ideje, ki se jim ne da določiti resničnosti. American Philosophy: An Encyclopedia Jamesa uvršča med filozofe, ki so ubrali bolj panteistično ali pandeistično smer, saj so trdili, da je bog del narave.

## Nagoni
Tako kot na Freuda, je tudi na Jamesa vplivala Darwinova teorija naravnega izbora. Jedro Jamesove psihologije je sistem nagonov. James pravi, da imajo ljudje veliko nagonov, celo več kot živali. Te nagoni lahko izzvenijo kot posledica izkušenj ali drugih nagonov. Veliko nagonov je v konfliktu med seboj. V 20-tih letih dvajsetega stoletja se je psihologija sicer obrnila stran od evolucijske teorije k behaviorizmu.

## Teorija čustev

### Prispodoba z medvedom
Povzeto po LeDouxovem opisu Jamesovega dela Emotion:

"Zakaj bežimo stran od nevarnosti? To vprašanje je bilo ključno v stoletni razpravi o naravi naših čustev. Jamesov članek "What is an Emotion?" je pomemben predvsem zaradi načina, na katerega je James podal svoj odgovor na prejšnje vprašanje. Čustvo je definiral kot zaporedje stanj po nekem stimulusu (ki ga odda simpatično ali parasimpatično živčevje) in ki se konča z nekim občutkom, z nekim zavednim čustvenim doživetjem. Eden izmed ciljev raziskave čustev je opisovanje procesov med stimulusom in občutkom. James si je zastavil drugo vprašanje: ali bežimo pred medvedom, ker se bojimo, ali se bojimo, ker bežimo:

"Običajno mislimo, da neko dejstvo vzburi duševni odziv, ki mu rečemo čustvo, in telo izraža to čustvo. Trdim, da telesne spremembe takoj sledijo zaznavi dejstva in je tako naše občutje teh telesnih sprememb pravzaprav čustvo."

Vemo, da se čustva velikokrat porajajo sočasno z opaznimi telesnimi odzivi in da to, kar se dogaja v naših telesih, opazimo na enak način, kot to, kar se dogaja v zunanjem okolju. Torej so čustva različna od drugih duševnih stanj ravno v tem, da povzročajo telesne občutke. Čustvo je potem določeno s telesnimi občutki, ki jih povzroča. Ko bežimo pred medvedom, se aktivirajo evolucijsko pridobljeni mehanizmi simpatičnega živčevja. Strah je drugačen od jeze ali ljubezni, saj povzroča drugačna telesna občutja. Duševni vidik čustva je pogojen s fiziologijo in ne obratno: ne tresemo se zaradi strahu, ne jokamo zaradi žalosti—strah nas je, ker se tresemo, in žalostni smo, ker jokamo."

## Teorija jazov

### Materialni jaz
Materialni jaz sestoji iz stvari, ki nam pripadajo, in iz stvari, katerim pripadamo. Take stvari so obleke, denar, telo in družina. Skozi oblačila kažemo naš družbeni status, kar pripomore k nastanku jaza. Če izgubimo družinskega člana, se počutimo, kot da smo izgubili del sebe. Če postanemo znatno bolj premožni ali bolj revni, se osebnostno spremenimo.

### Družbeni jaz
Družbeni jaz je tisto, kar smo v danih družbenih razmerah. James opaža, da se ljudje drugače obnašajo v drugačnih družbenih razmerah. Drugače se na primer obnašamo med prijatelji kot v službi. V dani družbeni skupini se da posameznikov družbeni jaz še bolj razdeliti: človek se v delovnem okolju drugače obnaša do šefa kot do sodelavca.

### Duhovni jaz
Duhovni jaz je po Jamesu jedro človeka—je tisto, kar človek je. Ta je bolj trajen od prejšnjih dveh. Duhovni jaz je subjektiven in najbolj intimen del nas. Med vidike posameznikovega duhovnega jaza spadajo osebnost, vrednote in vest. Te se po navadi ne spreminjajo s časom. Introspekcija v smislu poglabljanja vase in iskanja globljih duhovnih, moralnih in intelektualnih vprašanj brez vpliva objektivnih pomislekov je raziskovanje duhovnega jaza. Jamesu se iskanje našega globljega duhovnega bistva zdi bolj pomembno, kot zadovoljevanje potreb materialnega in družbenega jaza.

### Ego
Ego je po Jamesu tisti jaz, ki mu pravimo "jaz", in stvar, ki ji rečemo tudi duša ali um. Ego je rdeča nit med našo preteklostjo, sedanjostjo in prihodnostjo. Ego doživljamo kot svojo nespremenljivo
identiteto, saj je zavest za nas same zvezna (v vsakem trenutku smo bolj ali manj to, kar smo bili prejšnji trenutek; spreminjanje naše osebnosti zato lažje opazijo drugi ljudje—še posebej ti, ki nas periodično videvajo). Ker ego ni snoven, ga ne moremo objektivno znanstveno proučevati.

## Izbrana dela
- The Principles of Psychology (Principi psihologije) (1890), 2 dela, vol. 1: ISBN 0-486-20381-6, vol. 2: ISBN 0-486-20382-4
- The Will to Believe, and Other Essays in Popular Philosophy (Volja do verovanja in ostali eseji popularne filozofije) (1907)
- The Varieties of Religious Experience: A Study in Human Nature (Različnosti religiozne izkušnje) (1902) ISBN 0-14-039034-0
- Pragmatism: A New Name for Some Old Ways of Thinking (Pragmatizem) (1907) ISBN 0-915145-05-7